# Албанија на Светском првенству у атлетици на отвореном 2023.
Албанија је учествовала на 19. Светском првенству у атлетици на отвореном 2023. одржаном у Будимпешти од 19. до 27. августа деветнаести пут, односно учествовала је на свим првенствима до данас. Репрезентацију Албаније представљалја су 2 атлетичара (1 мушкарац и 1 жена), који су се такмичили 2 дисциплине (1 мушка и 1 женска).,.
На овом првенству такмичари Албаније нису освојили ниједну медаљу али су осварили 1 набољи резултат сезоне.
У табели успешности према броју и пласману такмичара који су учествовали у финалним такмичењима (првих 8 такмичара) Албанија је са 1 учесницом у финалу делила 70. место са 1 бодом.
| Пл.  | Земља    | 1. место | 2. место | 3. место | 4. место | 5. место | 6. место | 7. место | 8. место | Бр. фин. | Бод. |
| ---- | -------- | -------- | -------- | -------- | -------- | -------- | -------- | -------- | -------- | -------- | ---- |
| =70. | Албанија | 0        | 0        | 0        | 0        | 0        | 0        | 0        | 1        | 1        | 1    |

## Учесници
| Мушкарци: - Франко Бурај — 200 м | Жене: - Љуиза Гега — 3.000 м препреке |

### Мушкарци
| Атлетичар    | Дисциплина | Лични рекорд | Квалификација | Квалификација | Полуфинале           | Полуфинале           | Финале               | Финале       | Детаљи |
| Атлетичар    | Дисциплина | Лични рекорд | Резултат      | Место         | Резултат             | Место                | Резултат             | Место        | Детаљи |
| ------------ | ---------- | ------------ | ------------- | ------------- | -------------------- | -------------------- | -------------------- | ------------ | ------ |
| Франко Бурај | 200 м      | 21,19 НР     | 21,52         | 8. у гр. 1    | Није се квалификовао | Није се квалификовао | Није се квалификовао | 52 / 54 (57) |        |

### Жене
| Атлетичарка | Дисциплина       | Лични рекорд | Квалификација | Квалификација | Полуфинале | Полуфинале | Финале      | Финале | Детаљи |
| Атлетичарка | Дисциплина       | Лични рекорд | Резултат      | Место         | Резултат   | Место      | Резултат    | Место  | Детаљи |
| ----------- | ---------------- | ------------ | ------------- | ------------- | ---------- | ---------- | ----------- | ------ | ------ |
| Љуиза Гега  | 3.000 м препреке | 9:10,04 НР   | 9:17,71 КВ    | 3. у гр. 3    |            |            | 9:10,27 ЛРС | 8 / 35 |        |